# Серата (Міхелешень, Ботошань)
Серата (рум. Sărata) — село у повіті Ботошані в Румунії. Входить до складу комуни Міхелешень.
Село розташоване на відстані 393 км на північ від Бухареста, 35 км на північний схід від Ботошань, 92 км на північний захід від Ясс.

## Населення
За даними перепису населення 2002 року у селі проживали 336 осіб, усі — румуни. Усі жителі села рідною мовою назвали румунську.